# Спрудник пијукавац
Спрудник пијукавац (лат. Tringa ochropus) птица је селица из реда шљукарица. Име рода Tringa потиче од старогрчке речи trungas, која означава птицу која гази по блату и мрда репом горе-доле, док је реч ochropus састављена од двеју речи: okhros (смеђ, мрк) и pous (стопало). Насељава влажна станишта севера Евроазије. Храни се малим бескичмењацима које проналази у муљу.

## Опис
Дужина тела је 20–24 cm, а распон крила је 39–44 cm. Крупнији је од спрудника мигавца и има нешто краће ноге и дужи кљун. Леђа и крила су испрскана ситним, белим пегицама, а ноге су сиво-зелене. На грудима се примећује граница између смеђе и беле боје, што није карактеристика спрудника мигавца. Тај контраст се јасно види из даљине или кроз двоглед. Док лети, лако се примети да нема белу пругу на крилима као полојка. Спрудник мигавац, спрудник пијукавац и полојка се најлакше распознају по оглашавању које је особено за све три врсте.

## Распрострањење и станиште
Среће се у већини држава Старог света. Гнезди се у северној и североисточној Европи, тајгама Сибира, па све до западне обале Пацифика. Зимује у Африци, јужној Азији и јужним деловима Европе.
Државе у којима је ова птица забележена на лутању су: САД, Екваторијална Гвинеја, Сао Томе и Принципе, Сејшели, Мадагаскар, Маурицијус и Северна Маријанска Острва.
У периоду гнежђења се среће у влажним шумама бора, смрче и јове са доста палих и трулих стабала, такође воли обале река и потока обрасле маховином и лишајевима. Ван гнездеће сезоне може се срести на различитим типовима влажних станишта као што су: таложници фарми, мочваре, обале језера, канали, шумски потоци, муљевите обале река и баре на пољопривредном земљишту. Веома ретко је бележен у зони плиме и осеке и на соланама.

## Биологија
Највећи удео у исхрани чине акватични и терестрични инсекти (нпр. ларве вилиних коњица, мрави, одрасли и ларвални облици инсеката из реда Diptera и Trichoptera), црви, рачићи и пауци, али се храни и семењем биљака.
Гнезди се на врло различитим местима: од природних платформи на 20 метара висине, на хумкама од иглица четинара, па све до напуштених гнезда крупнијих птица певачица, као што су: голуб гривнаш (C. palumbus), сојка (G. glandarius), дроздови (Turdidae), вране (Corvidae) и сврачци (Laniidae) или у гнезда веверица. Места за своје легло може изабрати и међу палим стаблима или корењем. У гнездо полаже 2-4 јаја из којих излазе птићи након тронедељне инкубације.
Са сеобом почиње већ у јуну, а на зимовалишту у Африци је присутан од краја августа до почетка априла. На северна гнездилишта стиже већ крајем фебруара. Сезона парења захвата два месеца: мај и јун. Уколико је блага зима, неке птице презимљавају у јужној Шведској. Углавном се током сеобе појављује појединачно или у малим јатима (до 30 примерака). Јата преко 50 јединки су реткост. Европска популација је у порасту и процењује се да има од 616 000 до 1 050 000 парова.

## Спрудник пијукавац у Србији
Крајем 19. и почетком 20. века је био чест уз потоке и реке у Србији, а сматран је и ретком гнездарицом. У другој половини 20. и почетком 21. века представља широко распрострањену, али малобројну врсту. За време сеобе се појављује на свим типовима водених станишта, широм Србије. Ретко је на једном месту бележено више десетина примерака. 
Повремено се виђа и током репродуктивног периода, али се не сматра гнездарицом Србије. Гнежђење до сада није доказано гнездом, пологом или младунцима. Презимљава у малом броју.